# Ménagerie de Vincennes
Ne doit pas être confondu avec Zoo de Vincennes.
La ménagerie de Vincennes est une ancienne ménagerie royale située à proximité du château de Vincennes, fondée au XIVe siècle par Charles V et qui disparut au début du XVIIIe siècle lors de sa réunion avec la ménagerie royale de Versailles.

## Emplacement
La ménagerie était située à l'emplacement de l'actuelle mairie de Saint-Mandé, dans le Val-de-Marne près de Paris.

## Histoire
La ménagerie de Vincennes est fondée par le roi de France Charles V qui y fait transférer ses lions de la ménagerie de l'Hôtel Saint-Pol, à Paris.
Le roi Charles IX développe la ménagerie.
Après que Jacques Petitmaire, gouverneur de la ménagerie, meurt en 1706, la ménagerie de Vincennes est réunie avec celle de Versailles où elle déménage.